# Giovanni Maver
Giovanni Maver (Korčula, 18. veljače 1891. – Rim, 12. srpnja 1970.) talijanski je filolog iz Dalmacije, utemeljitelj talijanske slavistike.
.

## Životopis

### Obrazovanje
Osnovnu školu pohađao je u Korčuli i Dubrovniku, a Klasičnu gimnaziju u Splitu, gdje je i maturirao 1909. Iste godine započeo je studij jezikoslovlja na Sveučilištu u Beču gdje je doktorirao 1914. tezom o utjecaju pretkršćanskih kultova na toponimiju Francuske, pošto je dio studija proveo u Firenzi i Parizu.

### Sveučilišna karijera
Od 1921. bio je profesor slavenske filologije u na Sveučilištu u Padovi, što je i početak slavistike na talijanskim sveučilištima. Poljsku je prvi put posjetio 1925. te je kasnije u nju često dolazio. Katedru za poljski jezik i književnost na Sveučilištu La Sapienza u Rimu utemeljio je i preuzeo 1929.
Od 1929. do 1948. bio je urednik stranih književnosti u Talijanskoj enciklopediji (Treccani). Utemeljio je 1952. godišnjak Ricerche Slavistiche, koji je uređivao do 1969.
Glavne teme njegova znanstvenog interesa bile su toponomastika, udio romanizama u hrvatskom jeziku (ostavio je u rukopisu opsežan nedovršen rječnik) etimologija izraza, poljska i hrvatska književnost i njihove veze s Italijom.
Među njegovim studentima istakli su se Bruno Meriggi i Sante Graciotti. 

### Priznanja
Sveučilište u Warszawi dodijelilo mu je počasni doktorat 1958. )

## Važnija djela
- Hans Maver, „Einfluss der vorchristlichen Kulte auf die Toponomastik Frankreichs”, ‘’Sitzungsberichte der Kaiserlichen Akademie der Wissenschaften. Philosophisch-historische Klasse, Bd. 175, Abh. 2, Wien, 1914.
- „Ivo Vojnović”, ‘’L’Europa orientale’’, 1924.
- Saggi critici su Juliusz Słowacki, Padova, 1925.
- „Leopardi e Vrchlický”, ‘’Rivista Italiana di Praga’’, Praha, 1929.
- ‘’Leopardi presso i Croati e Serbi ‘’, Roma : Istituto Europa orientale, 1929.
- „Alle fonti del romanticismo polacco”, ‘’Rivista di Letterature Slave’’, 1929, R. 4, z. 1, str. 22-37.
- „Oryginalność Kochanowskiego”, u: ‘’Pamiętnik Zjazdu im. Jana Kochanowskiego’’, Kraków, 1931, str. 194-202.
- ‘’La letteratura croata in rapporto alla letteratura italiana, u: Italia e Croazia, Roma: Accademia d'Italia, 1942.
- Podróże polskich pisarzy do Włoch, opracował Giovanni Maver, Biblioteka „Orła Białego”, Rzym, 1946.
- „Rozważania nad poezją Mikołaja Sępa-Szarzyńskiego”, Ricerche Slavistiche’’, 1954, R. 3, s. 162-183.
- Pagine scelte (predgovor izabranim spisima Adama Mickiewicza)
- Letteratura polacca, u: Storia delle letterature moderne d’Europa e d’America, vol. 5 Milano, 1958, str. 271-418.
- Literatura polska i jej związki z Włochami, tekstove izabrao i uredio: Andrzej Zieliński, Warszawa: PWN.